# Полярная крачка

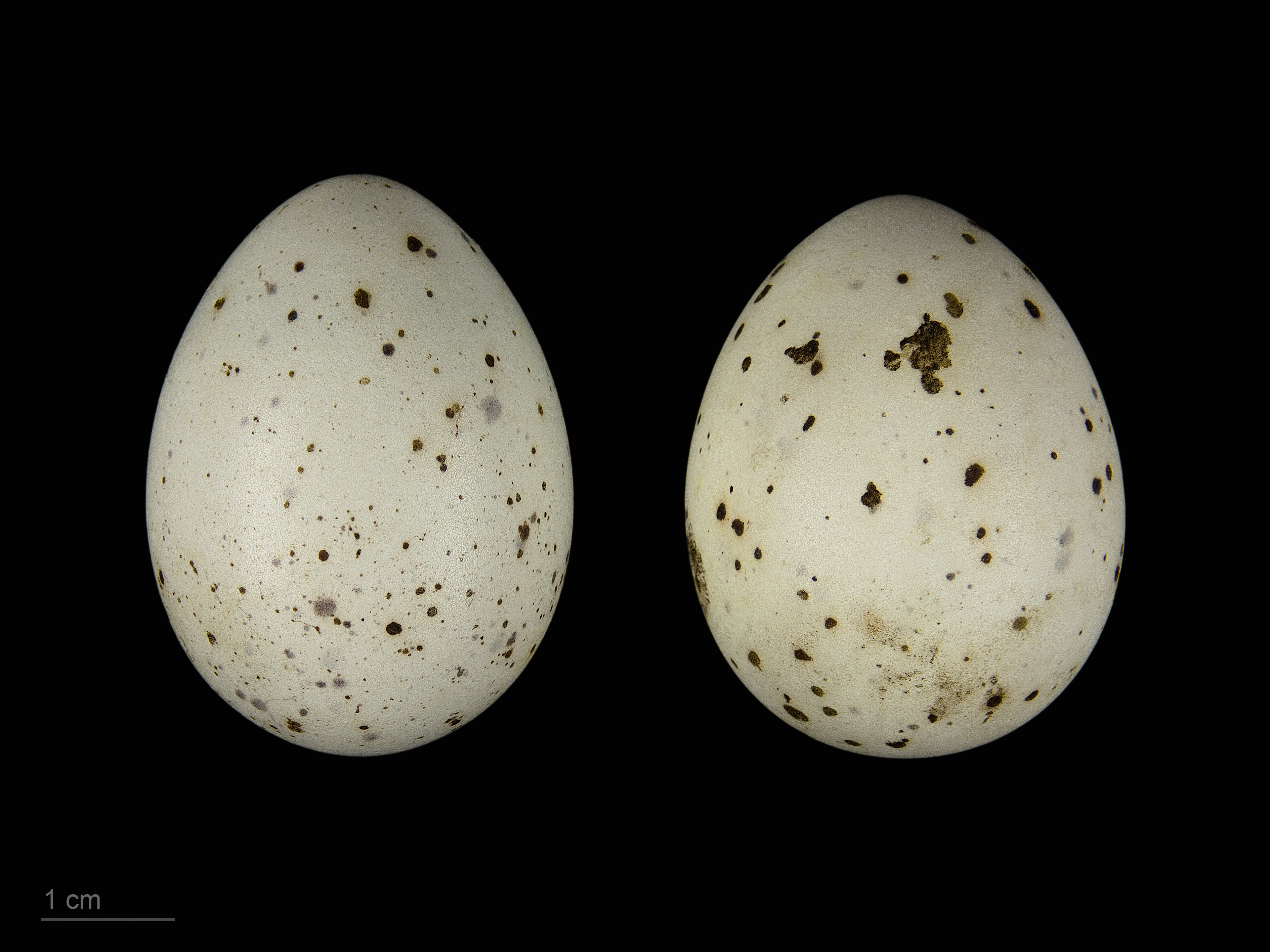
яйцо Sterna paradisaea - Тулузский музеум

Полярная крачка (лат. Sterna paradisaea) — вид небольших птиц из семейства чайковых (Laridae).

## Описание
Длина птицы — 36—43 см, размах крыльев — 74—84 см. Белого цвета, с чёрной шапочкой и серой мантильей, хвост вилочковый, сильно вырезанный. Весной и летом клюв становится красным. Ноги короткие, из-за чего ходит переваливаясь. Гнездится колониями в скалах или на пляжах. Моногамны, пары образуются на всю жизнь. Летают в 10—12 м от поверхности воды, охотятся на рыб, ракообразных, моллюсков, насекомых, дождевых червей. В местах гнездования также могут есть ягоды.

## Распространение
Полярная крачка гнездится в полярных областях, на островах и полуостровах Северной Европы, Гренландии, Сибири, Аляски, Канады. Зимует в Южном полушарии в субантарктических и антарктических водах Южного океана и его окрестностях.
За счёт этих перелётов между Арктикой и Антарктикой, птица каждый год наблюдает два лета (арктическое и антарктическое) и видит больше дневного света, чем любое другое живое существо на Земле.

## Охрана
В Шотландии организованы заказники, в которых полярная крачка включена в список охраняемых видов:
- Остров Моуса, 767 пар, 1,7 % популяции Великобритании (1994 год)[4].
- Остров Папа-Стур, 1000 пар, 2,3 % популяции Великобритании[5].
- Мыс Самборо-Хед, 700 пар, 1,6 % популяции Великобритании (1994 год)[6].
- Остров Фула, 1100 пар, 2,5 % популяции Великобритании (1992—1996 год)[7].

## Рекорды среди птиц
Полярная крачка — единственная птица, мигрирующая сезонно из Арктики в Антарктику, при этом за год она преодолевает расстояние не менее 40 тысяч километров (окружность земного шара). Перелёт в одну сторону длится около месяца, таким образом средняя скорость полёта без пауз на отдых составляет 40 000 км / 2 перелёта / 30 дн. / 24 час. = почти 28 км/ч.
Отдельные же особи данного вида пролетают за год более 80 тысяч километров. Живёт полярная крачка 20—25 лет (максимальная продолжительность жизни — 34 года), то есть в среднем за жизнь птица пролетает более чем трёхкратное расстояние до Луны.